# Busan IPark Football Club
Maillots
Actualités
Le Busan IPark (en hangul: 부산 아이파크 축구단) est un club sud-coréen de football fondé en 1979 et basé dans la ville de Busan.
Il fait partie des cinq membres fondateurs de la K-League.

## Histoire

### Historique
- 1979 : Le club a été fondé en 1979.
- 1983 : Sa première saison dans la K League remonte à 1983 et il a changé de club professionnel le 3 décembre de la même année.
- 1984 : Le club prend le nom de Daewoo Royals
- 1996 : Le club prend le nom de Busan Daewoo Royals
- 2000 : Le club est racheté par la filiale I'Park constructions de Hyundai et devient Busan I'cons (cons se référant à la construction)
- 2005 : Le club se nomme à présent Busan I'Park
- 2012 : Le club se nomme à présent Busan IPark

### Changements de nom
- 22 décembre 1979 - 1980 : Saehan Motors FC
- 1980 - décembre 1983 : Daewoo FC
- janvier 1983 - décembre 1995 : Daewoo Royals
- janvier 1996 - décembre 1999 : Pusan Daewoo Royals
- janvier 2000 - juillet 2002 : Pusan i.cons
- juillet 2002 - décembre 2004 : Busan I'Cons
- janvier 2005 - décembre 2011 : Busan I'Park
- janvier 2012 - : Busan IPark

## Palmarès
| Compétitions nationales | Compétitions internationales                                                                                 |
| - Championnat de Corée du Sud (4) : - Vainqueur : 1984, 1987, 1991 et 1997. - Finaliste : 1983, 1990 et 1999. - Coupe de Corée du Sud (1) : - Vainqueur : 2004. - Finaliste : 2010. - Coupe de la Ligue sud-coréenne (3) : - Vainqueur : 1997 Adidas, 1997 PRO-SPECS, 1998 - Finaliste : 1999 et 2000. | - Ligue des champions de l'AFC (1) : - Vainqueur : 1985-86. - Coupe afro-asiatique (1) : - Vainqueur : 1986. |

## Personnalités du club

### Présidents
- Chung Mong-gyu

### Entraîneurs
Le tableau suivant présente la liste des entraîneurs du club depuis 1979.
| Rang | Nom                     | Période                      |
| ---- | ----------------------- | ---------------------------- |
| 1    | Lee Jong-hwan           | 22 nov. 1979-1980            |
| 2    | Chang Woon-soo          | janv. 1981-18 oct. 1983      |
| 3    | Cho Yoon-ok             | 18 oct. 1983-20 juin 1984    |
| 4    | Chang Woon-soo          | 21 juin 1984-6 déc. 1986     |
| 5    | Lee Cha-man             | 7 déc. 1986-déc. 1989        |
| 6    | Kim Hee-tae (intérim)   | avr. 1989-déc. 1989          |
| 7    | Frank Engel             | 21 déc. 1989-nov. 1990       |
| 8    | Bertalan Bicskei        | 17 nov. 1990-15 nov. 1991    |
| 9    | Lee Cha-man             | 1er janv. 1992-23 sept. 1992 |
| 10   | Cho Kwang-rae (intérim) | 25 sept. 1992-23 déc. 1992   |
| 11   | Cho Kwang-rae           | 24 déc. 1992-21 juin 1994    |

| Rang | Nom                       | Période                    |
| ---- | ------------------------- | -------------------------- |
| 1    | Chung Hae-won (intérim)   | 21 juin 1994-7 sept. 1994  |
| 2    | Kim Hee-tae               | 8 sept. 1994-3 août 1995   |
| 3    | Shin Woo-sung (intérim)   | 4 août 1995-31 déc. 1995   |
| 4    | Dragoslav Šekularac       | 4 janv. 1996-14 juil. 1996 |
| 5    | Kim Tae-soo (intérim)     | 15 juil. 1996-25 déc. 1996 |
| 6    | Lee Cha-man               | 26 déc. 1996-9 juin 1999   |
| 7    | Shin Yoon-ki (intérim)    | 10 juin 1999-8 sept. 1999  |
| 8    | Chang Woe-ryong (intérim) | 14 sept. 1999-17 déc. 1999 |
| 9    | Kim Ho-kon                | 23 févr. 2000-5 nov. 2002  |
| 10   | Park Kyung-hoon (intérim) | 5 nov. 2002-20 nov. 2002   |
| 11   | Ian Porterfield           | 21 nov. 2002-3 avr. 2006   |

| Rang | Nom                     | Période                    |
| ---- | ----------------------- | -------------------------- |
| 1    | Kim Pan-gon (intérim)   | 3 avr. 2006-22 août 2006   |
| 2    | André Egli              |                            |
| 3    | Kim Pan-gon (intérim)   | 30 juin 2007-17 juil. 2007 |
| 4    | Park Sung-hwa           | 18 juil. 2007-3 août 2007  |
| 5    | Kim Pan-gon (intérim)   | 3 août 2007-3 déc. 2007    |
| 6    | Hwang Sun-hong          | 14 déc. 2007-5 nov. 2011   |
| 7    | An Ik-soo               | 10 nov. 2010-14 déc. 2012  |
| 8    | Yoon Sung-hyo           | 18 déc. 2012-13 juil. 2013 |
| 9    | Denis Iwamura (intérim) | 13 juil. 2013-7 oct. 2015  |
| 10   | Choi Young-jun          | 7 oct. 2015-               |

### Joueurs emblématiques
- Ahn Jung-hwan
- Byun Byung-joo
- Cho Kwang-rae
- Choi Kwang-hee
- Choi Young-Il
- Chung Yong-hwan
- Do Hwa-sung
- Ha Seok-ju
- Jang Hak-Young
- Jeong Min-hyeong
- Kim Pan-keun
- Kim Poong-joo
- Lee Min-sung
- Lee Tae Ho
- Park Chang-sun
- Shin Bum-chul
- Song Chong-Gug
- Yoon Hee-jun